# امتحان البسيخومتري
امتحان البسيخومتري (بالعبرية: הפסיכומטרי) امتحان قبول جامعي معتمد في إسرائيل، ففي عام 1981 قام مجلس التعليم العالي بتوحيد امتحانات القبول للجامعات الإسرائيلية وقرر إنشاء المركز القطري والذي بدوره يقوم ببناء وتحضير امتحان قبول موحد تم تسميته امتحان البسيخومتري - بسيخومتري، امتحان البسيخومتري هو امتحان جداً مشابه لامتحان السات الأمريكي لكن بنظام علامات مختلف وطرق قياس وفحص أخرى ولكنه مؤسس على نفس الفكرة وطريقة عرض الأسئلة.

## أهمية الامتحان
يعد امتحان البسيخومتري من أحد العوامل المركبة لعلامة القبول في الجامعات والكليات ولذلك له أهمية أساسية في تقرير قبول أو رفض الطالب للمؤسسة التعليمية وبالذات أنه في السنوات الأخيرة قد فقد امتحان البجروت (امتحانات الوزارة في إسرائيل) نزاهته، فأصبح امتحان البسيخومتري يشكل 70% من علامة القبول الأمر الذي رفع من أهمية الامتحان.

## علامة الامتحان
يختلف امتحان البسيخومتري من ناحية العلامة عن الامتحانات العادية حيث تتراوح العلامة بين 200 - 800 أي ال 200 هي صفر وال 800 هي العلامة الكاملة أي 100% غير واضح ما هو سبب استخدام هذا السلم بالذات ولكن من الواضح ان من الصعب استخدام سلم علامات من 0 - 100 وذلك يعود إلى كثرة الأسئلة حيث يحتوي الامتحان قرابة 164-168 أسئلة. معدل الطلاب اليهود حسب إحصائيات المركز القطري قرابة 560 بينما معدل الطلاب العرب هو 469 ويعود ذلك إلى عدم وعي الطلاب للامتحان، والضعف الشامل في اللغة الإنجليزية
يفحص الامتحان لدى الطالب ثلاث مجالات وهي:
| الرقم | نوع الفصل    | عدد الفصول | عدد الأسئلة      | الوزن من العلامة |
| ----- | ------------ | ---------- | ---------------- | ---------------- |
| 1     | كمي          | 2          | 20*2             | 40%              |
| 2     | كلامي        | 2          | 20*2             | 40%              |
| 3     | لغة انجليزيه | 2          | 22*2             | 20%              |
| 4     | تجريبي       | 2          | يتعلق بنوع الفصل | 0%               |

لا يمكن معرفة أي الفصول هي الفصول التجريبية لانها تكون فصول شبيهة جداً بالفصول الحقيقية ولا يقال للمتحنين ما هو رقمها لذلك يجب على الممتحن التعامل مع هذه الفصول بكامل الجدية، تستخدم هذه الفصول لفحص أسئلة جديدة وأيضاً لفحص مدى نزاهة الامتحان حيث تختلف هذة الفصول بين الممتحنين.
ومن الجدير ذكره ان هنالك تغييرات تحصل من امتحان إلى اخر بين عدد الأسئلة وترتيب الفصول حيث المبنى اعلاه ليس دائم الثبوت فهنالك تغييرات طفيفة تحصل عليه من موعد لاخر.

## مواعيد الامتحان
يجرى الامتحان 5 مرات في السنة وهي: (4,7,9,12) يستطيع الطالب العربي التقدم فقط لأربع مواعيد وهي 12 - 4 - 7 - 9، من الجدير ذكره انه لا يوجد تحديد لجيل الممتحن كل طالب أو شخص يحمل هوية أو جواز سفر يستطيع التقدم لامتحان البسيخومتري والذي أيضاً يقام بعدة لغات ليس فقط اللغة العبرية والعربية انما أيضاً الإنجليزية والفرنسية والروسية لكن بمواعيد خاصة ومحددة.

## علامة البسيخومتري المطلوبة للمواضيع المختلفة في الجامعات
المواضيع الأكثر شيوعًا:
صحافة واعلام 460-520
علم الجرائم (ضابط شرطة/محقق) 550-500
طب عام (بشري) 725 فما فوق ما عدا جامعة بن غوريون التي تكتفي بعلامة 680 بالإضافة إلى امتحان محوسب.
طب أسنان 650
طب نفسي 600-630
طب بيطري 620
تمريض 540
فيزوترابيا 630
العلاج بالتشغيل 620
علم المختبرات الطبية 600
صيدلة 600
تقني أشعة رنتجن 570
الهندسة الطبية 640
حسابات واقتصاد 600
علم الحاسوب 620-700
علم المخ 680
امتحان البسيخومتري: هو امتحان القبول الجامعي في إسرائيل، في عام 1981 قام مجلس التعليم العالي بتوحيد امتحانات القبول للجامعات الإسرائيلية وقرر إنشاء المركز القطري والذي بدوره يقوم ببناء وتحضير امتحان قبول موحد تم تسميته امتحان البسيخومتري -، هو امتحان جداً مشابه لامتحان السات الأمريكي لكن بنظام علامات مختلف وطرق قياس وفحص أخرى، ولكنه مؤسس على نفس الفكرة وطريقة عرض الأسئلة.
وهذا الامتحان مهم جدا والسبب في ذلك لانه يعد امتحان البسيخومتري من أحد العوامل المركبة لعلامة القبول في الجامعات والكليات ولذلك له أهمية أساسية في تقرير قبول أو رفض الطالب للمؤسسة التعليمية وبالذات أنه في السنوات الأخيرة قد فقد امتحان البجروت (امتحانات الوزارة في إسرائيل) نزاهته، فأصبح امتحان البسيخومتري يشكل 70% من علامة القبول الأمر الذي رفع من أهمية الامتحان.
وعلامة الامتحان مختلفة تماما عن الامتحانات العادية حيث تتراوح العلامة بين 200 - 800 أي ال 200 هي صفر وال 800 هي العلامة الكاملة أي 100% غير واضح ما هو سبب استخدام هذا السلم بالذات ولكن من الواضح ان من الصعب استخدام سلم علامات من 0 - 100 وذلك يعود إلى كثرة الأسئلة حيث يحوي الامتحان قرابة 207-214 سؤال.
هذا الامتحان يفحص الطالب في ثلاثة مجالات:-
يمتحن الطالب في تمانية فصول وكل فصلين يشكلان موضوع معين
إذ يكون فصلان كميان
وفصلان كلاميان
وفصلان لغة انجليزيه
ويكون فصلان تجريبيان وهما يختبران قدرات الطالب فقط إذ احتمال
ان يكونو كلامي أو كمي أو لغة انجليزيه
ولكن المشكلة التي تواجه الطالب انه لا يدري ما هما الفصلان التجريبيان لذلك على الطالب ان يحل الثمانية فصول.
علامة الامتحان
الفصل الكمي يكون فيه 20 سؤال ويوجد فصلان أي 40 سؤال وله 40% من علامة البسيخومتري الكاملة
الفصل الكلامي يكون فيه 20 سؤال ويوجد فصلان أي 40 سؤال وله 40% من علامة لبسيخومتري الكاملة
الفصل الإنجليزي يكون فيه 22 سؤال ويوجد فصلان أي 44 سؤال وله 20% من علامة البسيخومتري الكاملة.
مواعيد امتحان البسيخومتري تكون 5 مرات بالسنة في شهر 4 و 7 و 9 و 12 والمعروف في هذا الامتحان انه لا يجوز للطالب ان يقدم امتحانين في موعدين متتاليين
مثال إذا قدم في شهر 4 لا يستطيع ان يقدم في شهر 7 فيقدم في شهر 9
ولكن يستطيع ان يقدم امتحانين في شهر 12 و 4.
بحسب قانون تم تشريعه مؤخرًا؛ ابتداءً من سنة 2018 يستطيع الطالب تقديم الامتحان في جميع المواعيد وبإمكانه التقدم لامتحانين متتاليين.
التسجيل لامتحان البسيخومتري يكون على مسؤولية الطالب.
التحضير لامتحان البسيخومتري
ملقى التحضير والاستعداد لامتحان البسيخومتري على عاتق الطالب حيث هو المسؤول عن عملية التسجيل والتقدم للامتحان وأيضاً التحضر له، وبسبب اختلاف نمط أسئلة الامتحان عن الأسئلة المدرسية من ناحية طرق الحل والفحوى حيث تعتمد هذة الأسئلة أكثر على التحليل والاستقصاء وليس التلقين والحفظ كما هو الوضع في الأغلبية الساحقة من المدراس التعليمية